# Afroneta bamilekei
Afroneta bamilekei là một loài nhện trong họ Linyphiidae.
Loài này thuộc chi Afroneta. Afroneta bamilekei được Robert Bosmans miêu tả năm 1988.